# Bedevaartkerk van Heiligenblut
De bedevaartkerk van Heiligenblut, ook wel de Vincentiuskerk genoemd, is een kerkgebouw in het Oostenrijkse plaatsje Heiligenblut, gelegen in de deelstaat Karinthië.
De kerk is gewijd aan de heilige Vincentius van Valencia. De toren van deze kerk werd opgeleverd in 1430. De kerk is vooral bekend om zijn hoogaltaar, ontworpen door Michael Pacher en in 1520 uitgevoerd door zijn leerlingen Wolfgang Asslinger en Marx Reichling.
Naast het altaar staat een rijkversierd sacramentshuisje. Hierop staat de Deense prins Brictius afgebeeld. Het verhaal gaat dat hij op de terugweg vanuit Byzantium een fles wonderachtig bloed had verkregen, waarna hij in Heiligenblut overvallen werd door een lawine. 

## Geschiedenis
De eerste schriftelijke vermelding betreft een kapel in 1271. Als bewaarplek van een fles "Heilig Bloed", die de Deense prins Brictius van de Byzantijnse keizer Constantijn VII als geschenk zou hebben ontvangen, was de kapel een bedevaartsoord geworden. Van 1273 tot 1301 werd de kapel vernieuwd.
De nieuwbouw van een kerk begon in de late 14e eeuw. In verband hiermee (financiering) werd in 1389 en 1393 de mogelijkheid aflaten te verkrijgen (kopen) ingevoerd. Het koor was in 1430 gereed. De inwijding van de kerk vond plaats in 1491.
Van 1909 tot 1911 werd de kerk onder pater Johann Maria Reiter gerestaureerd. Er werden nieuwe vensters geplaatst en de Christophorus-fresco werd weer zichtbaar gemaakt. Verdere restauraties aan het interieur vonden plaats in 1956 en 1996.

## Bouw
Het koor is in gotische stijl gebouwd met drievoudige steunberen, driedelige vensters en kleine cryptevensters met spitsbogen.
De toren met spitsboogvensters staat aan de zuidzijde van het koor en heeft een achthoekige spits.
Het schilderij van Christoffel aan de noordkant van het middenschip dateert uit 1470–1480. Het wordt aan beide zijden door afbeeldingen van andere heiligen geflankeerd. In 1997 werd het gerestaureerd.
De ingang van de kerk bestaat uit een laatgotisch geprofileerd spitsboogportaal, het deurbeslag is van het eind van de 15e eeuw. De hal heeft zijingangen en is met een doorlopend zadeldak bedekt.
De architectuur van zowel de binnen- als buitenzijde is voornamelijk aan bouwmeester Hans Hueber, een „Werkhmaister zu Sigmundskron 1483“, toegeschreven.
Het driebeukige middenschip heeft een dubbele rij spitsboogvensters. Boven het middenschip strekt zich een geribbeld gewelf in Wechselberger Figuration uit. Op de sluitstenen zijn figuren van heiligen en het wapen van het graafschap Görz afgebeeld.
De schilderijen in het middenschip werden in 1913 ontdekt en zichtbaar gemaakt; ze laten scènes uit de legende van Briccius zien. Volgens een inscriptie werden ze in 1707 door Joseph Egger uit Lienz geschilderd.

## Inrichting

### Hoogaltaar

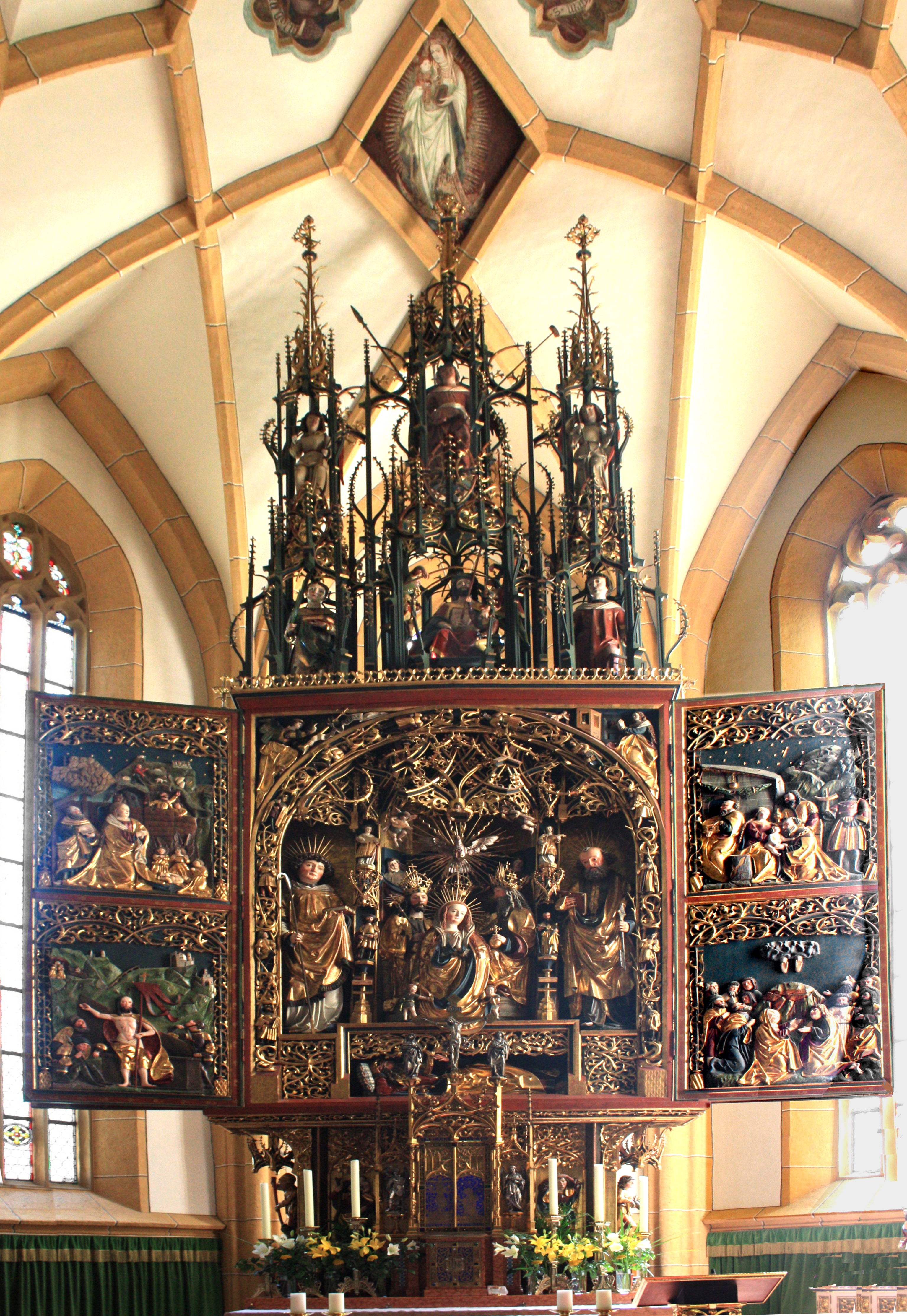
Hoogaltaar

Het hoogaltaar is een 11 meter hoog laatgotisch vleugelaltaar uit de zogenaamde school van Bolzano. Dit altaar is volgens de inscriptie in 1520 voltooid. Voorbeelden voor de onbekende houtsnijder waren Michael Pacher, Hans Klockner en Michael Erhart, waarvan het niveau echter niet werd bereikt, omdat de op de schrijn samengedrongen figuren eerder verwarring stichten en de hoofdfiguur isoleren in plaats van naar voren halen. De gedistantieerde voorstelling en niet goed afgemeten proporties doen enige afbreuk aan de kwaliteit van het handwerk.
De tegenwoordige tabernakel werd door goudsmid Jakob Rappel in 1909 vervaardigd. Daarnaast staan een zestal heiligenbeelden en twee schrijnwachters.
Het houtsnijwerk van het altaar toont de kroning van Maria, met daarbij aanwezig de heilige Vincent, Petrus en Brixius (van Tours); dit tafereel is vervaardigd door Christoph Scheller.

### Zij-altaren

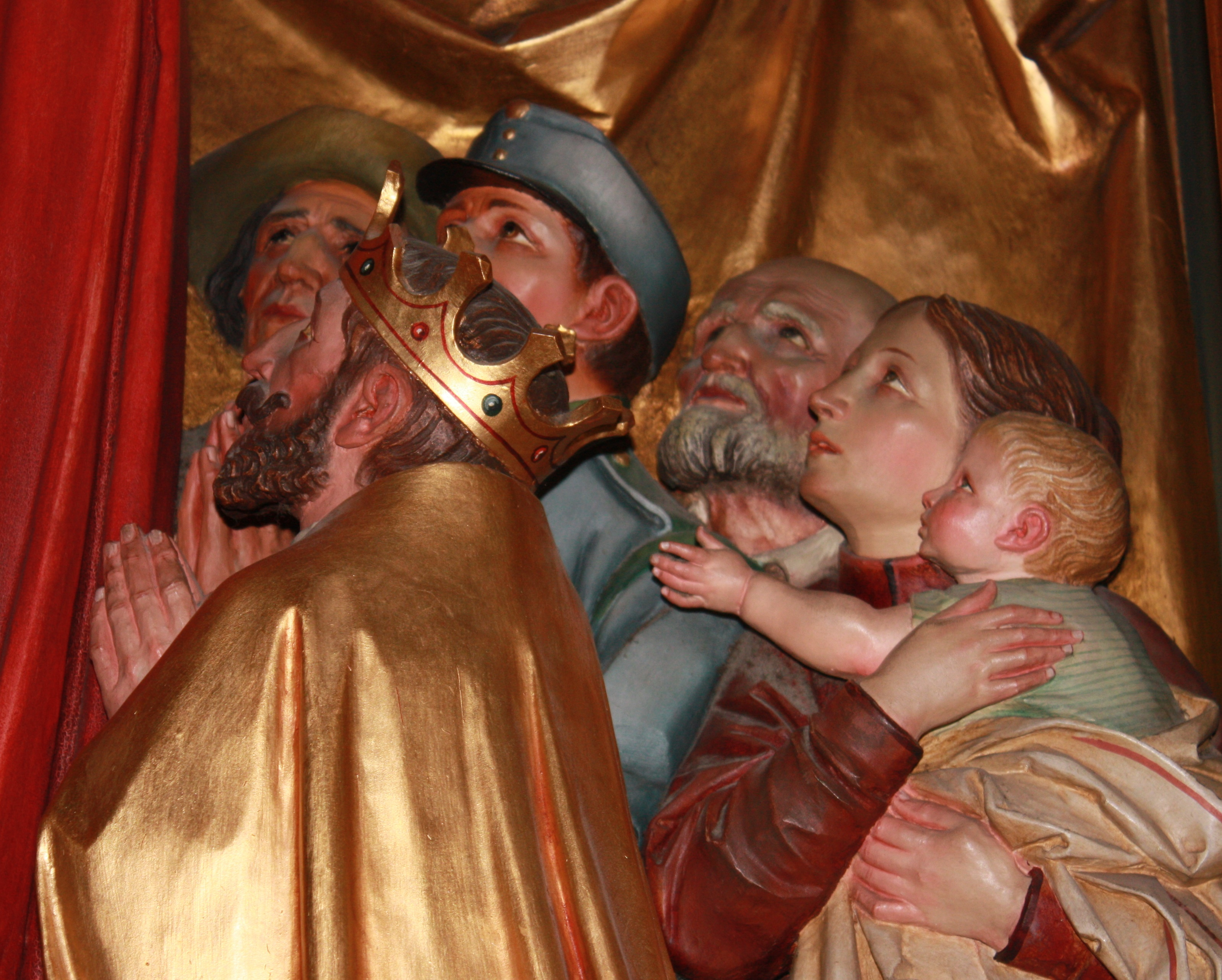
Rechter-altaar, detail

De nieuwgotische zij-altaren zijn van Adolf Vogel uit het jaar 1909, de figuren en reliëfs zijn door Josef Bachleitner gesneden. De reliëfs bij het linker-altaar tonen scènes uit het leven van Jezus. Bij het rechter-altaar is de centrale figuur een Schutzmantelmadonna, een afbeelding van Maria die gelovigen onder haar uitgespreide mantel beschermt. Voorts zijn afgebeeld  als vertegenwoordigers van de geestelijke stand de paus, een priester, een monnik en een non. Rechts zijn als vertegenwoordigers van de wereldlijke stand een keizer, een soldaat, een boer, een oude man en een moeder met kind afgebeeld.

### Veronica-altaar
Het Veronica-altaar bevindt zich in het noordelijk zijschip. Het is het naamgevende werk van de 'meester van het Veronica-altaar Heiligenblut' en werd rond 1500 gemaakt. De familiewapens van het stichtersechtpaar Blasius Lazerin (steenbok) Apolonia Leininger (dubbele beker) zijn erin verwerkt.
Hoofdfiguur in het houtsnijwerk van de schrijn is Veronica met de zweetdoek, daarnaast staan de apostelen Petrus en Paulus.

### Sacramentstoren
Aan de noordelijke koorwand staat het met 1496 gemarkeerde Sacramentstoren uit witte zandsteen, die een hoogte van 13 meter bereikt. Hierin worden de relikwieën van Brictius bewaard.

### Crypte
Onder de kerk bevindt zich het graf van Brictius.
Het altaarbeeld dateert van rond 1700 en toont de onthoofding van Johannes de Doper.
Een groep figuren aan de zuidwand is van de 18e eeuw; de zittende madonna met kind is eind 14e eeuw gemaakt. In 1974 werden twee sculpturen, van een heilige en een apostel, gestolen.

## Afbeeldingen

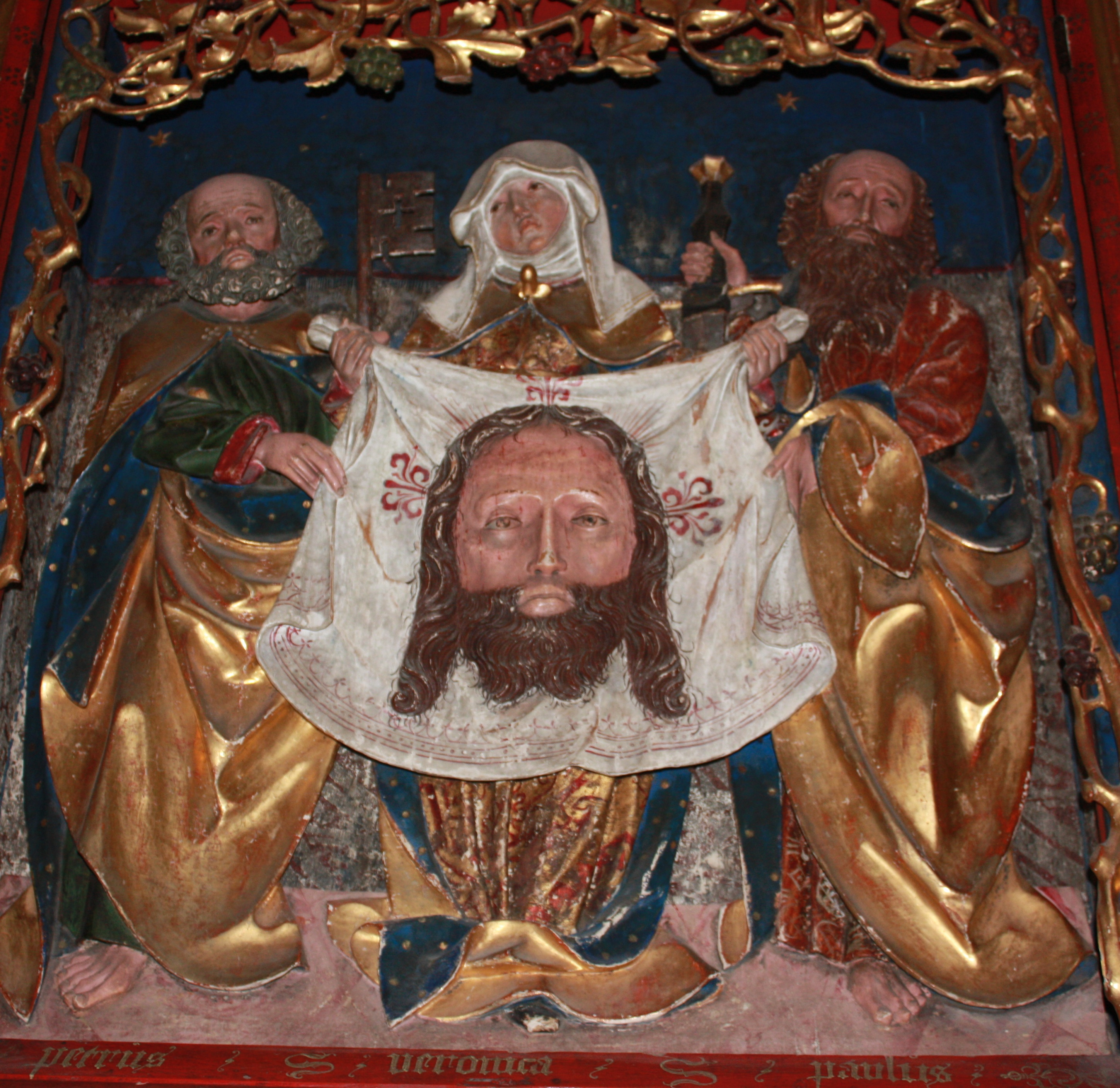
Veronica-altaar, detail
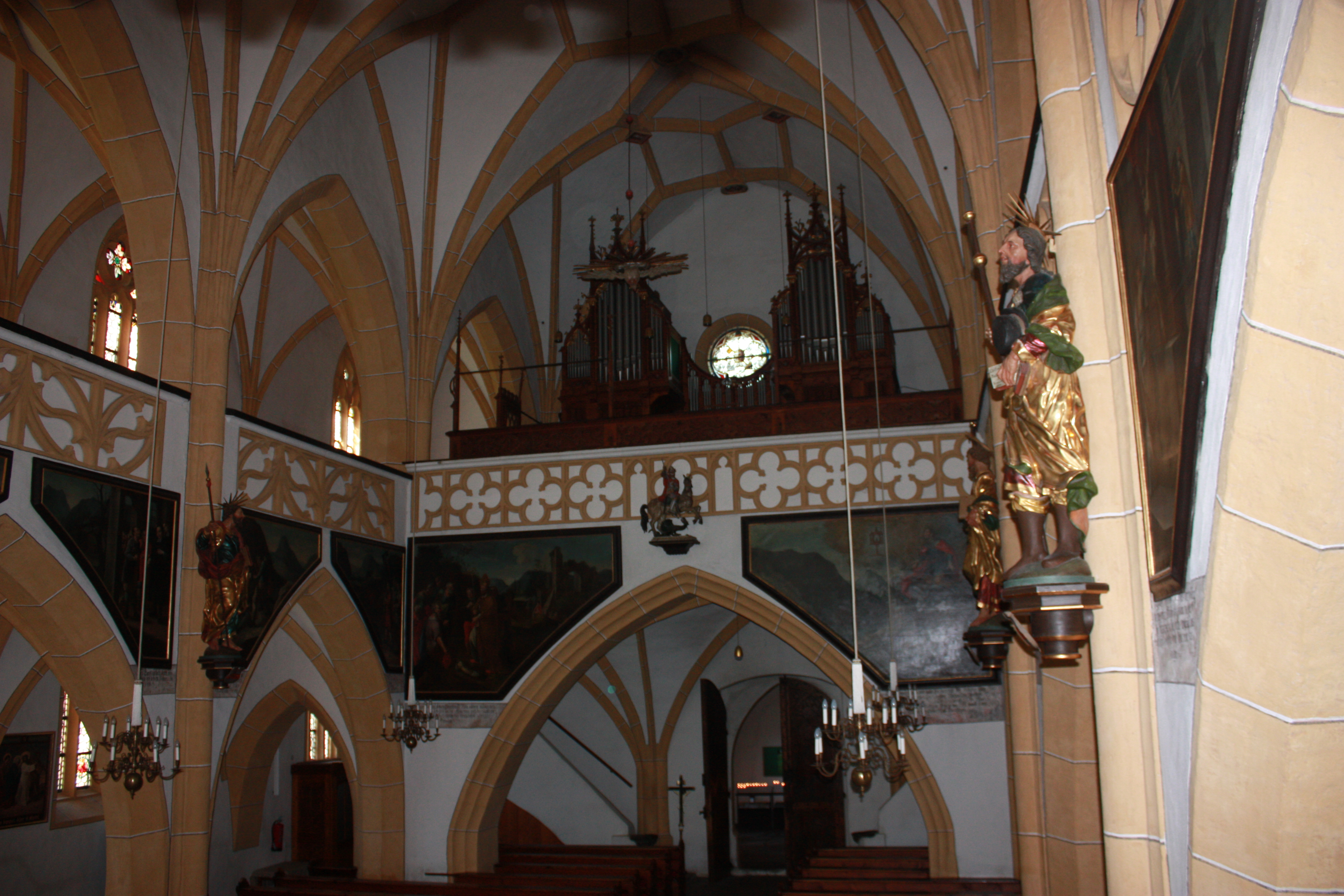
Orgel met galerij
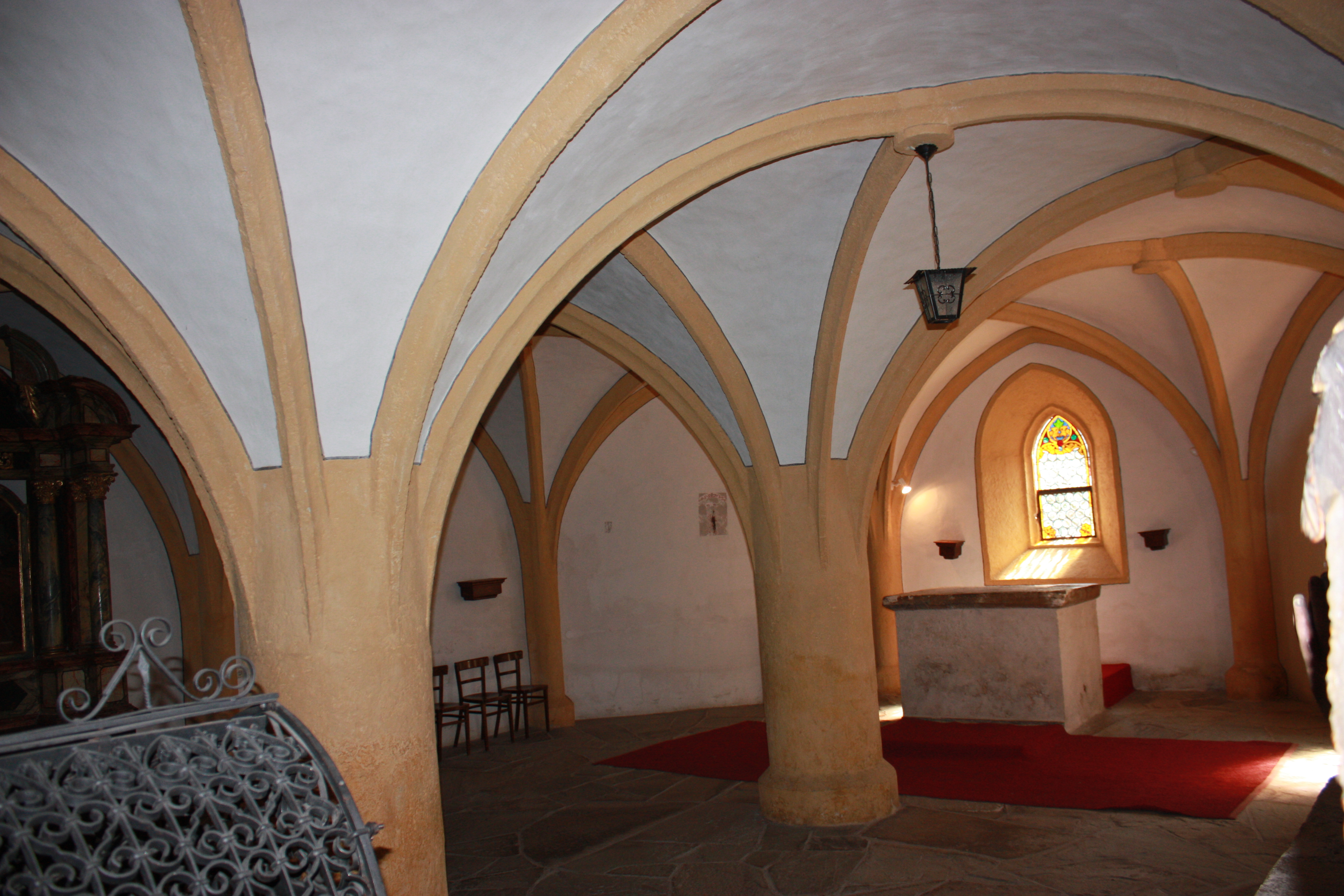
Crypte